# Pangkal Pinang
Pangkal Pinang (alternativt Pangkalpinang) är en stad på ön Bangka i Indonesien, öster om Sumatra. Den är administrativ huvudort för provinsen Bangka-Belitung och har cirka 210 000 invånare.

## Administrativ indelning
Pangkal Pinang är indelad i fem underdistrikt (kecamatan):
- Bukit Intan
- Gerunggang
- Pangkal Balam
- Rangkui
- Taman Sari